# Serafimerordenen
Serafimerordenen er den fornemste svenske orden, indstiftet 23. februar 1748 af Frederik 1. af Sverige. Den har kun en grad og uddeles af Sveriges konge. Ordenenskæden består af skiftevis elleve serafhoveder, der har givet ordenen dens navn, og elleve patriarkkors. Ordenstegnet består af et malteserkors med monogrammet IHS, (Jesus Hominum Salvator).
Indtil 1975 kunne både svenske og udenlandske borgere tildeles Serafimerordenen. Efter ordensreformen dette år kan ordenen kun tildeles udenlandske statsledere og deres ligestillede samt medlemmer af det svenske kongehus.
Til Serafimerordenen er knyttet stærke heraldiske traditioner. De, som tildeles ordenen, får deres våbenskjold malet af den kongelige våbenmaler. Når en ridder af Serafimerorden dør, hænges vedkommendes våbenskjold op i Riddarholmskyrkan i Stockholm. På begravelsesdagen ringes der uafbrudt fra samme kirke mellem klokken 12 og 13.